# Arrastrero

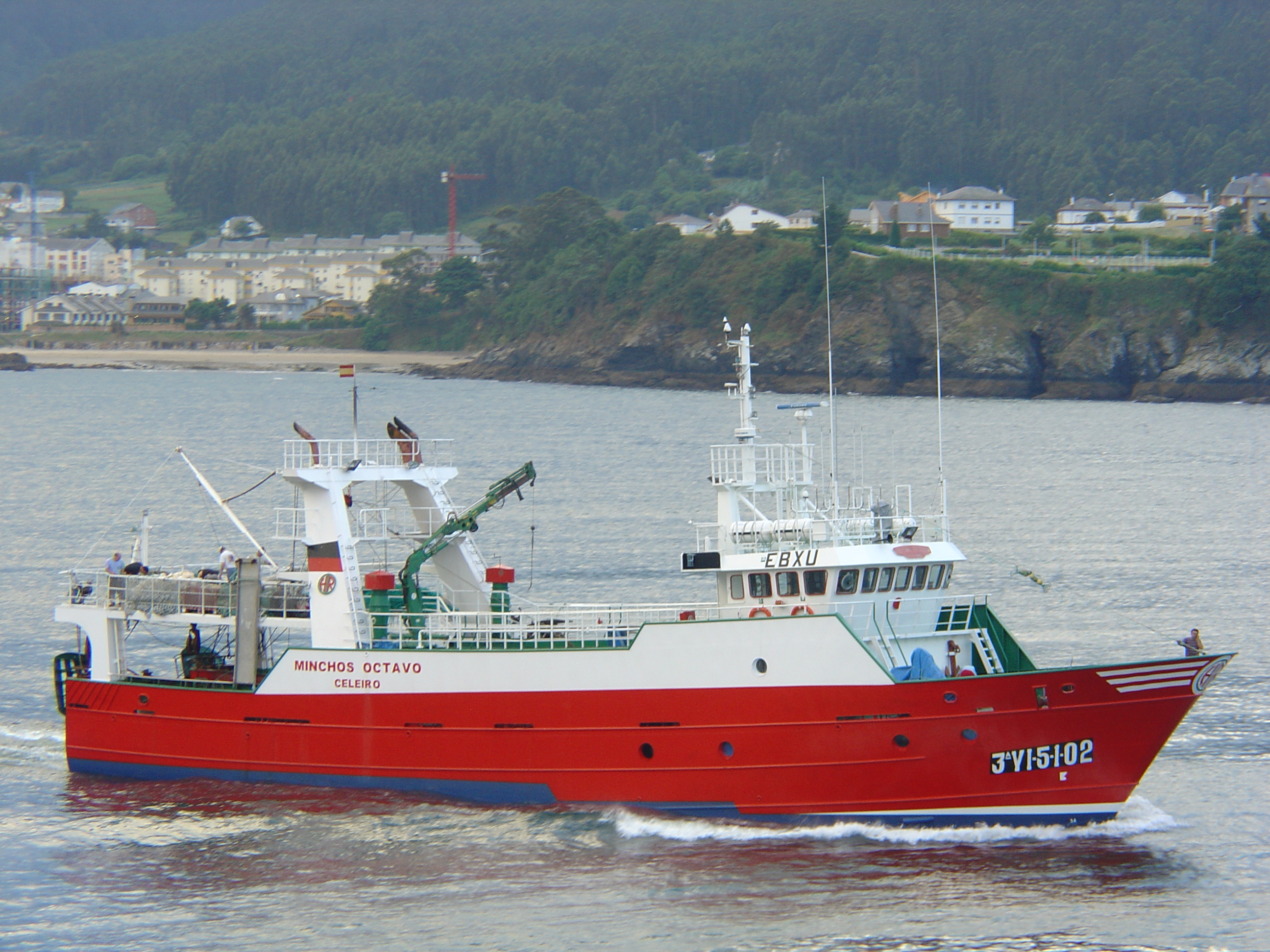
Buque de pesca de arrastre de fondo Minchos Octavo, en Vivero.

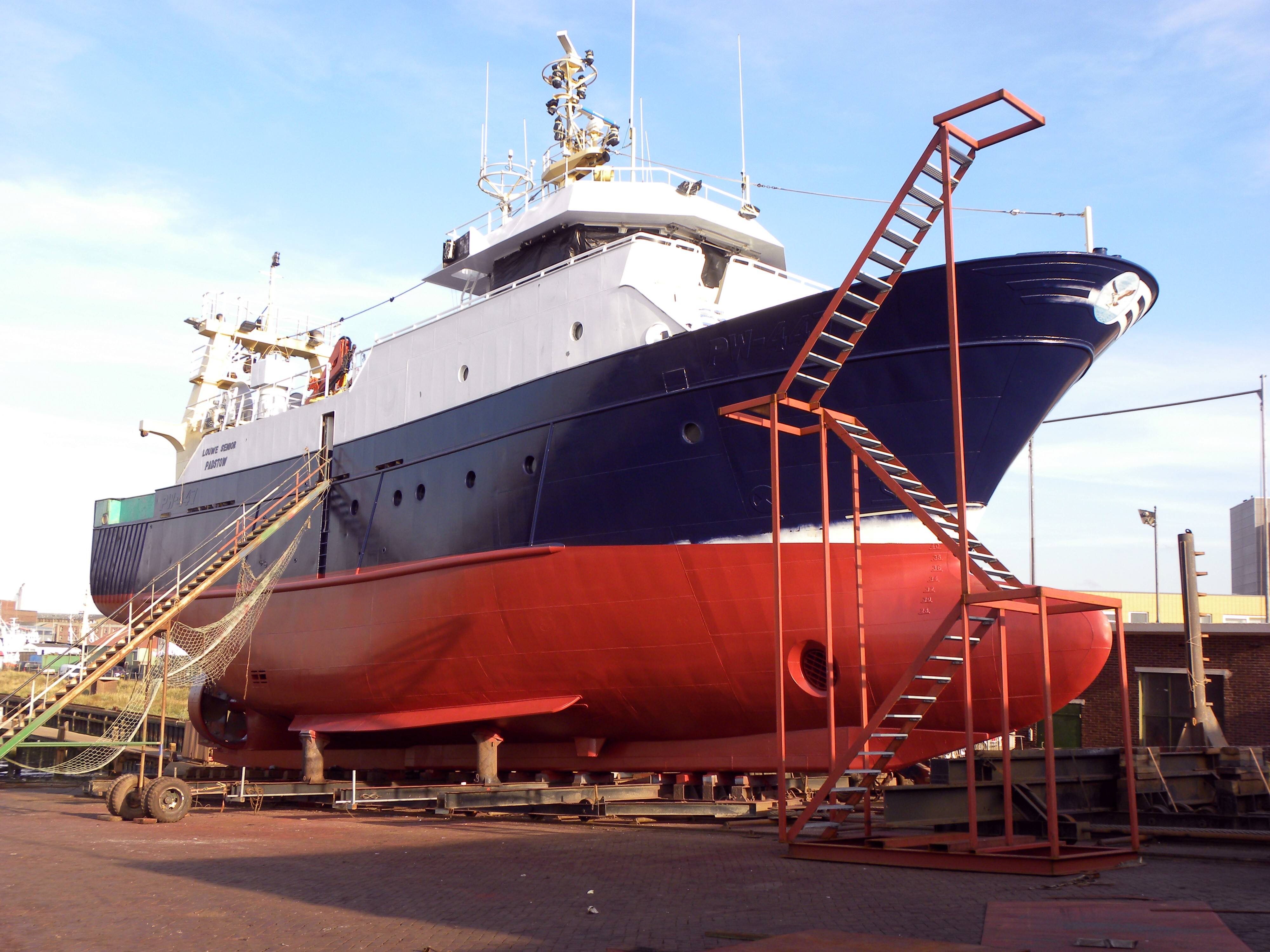
Buque de pesca de arrastre de fondo Louwe senior, construido por el astillero Francisco Cardama en Vigo.

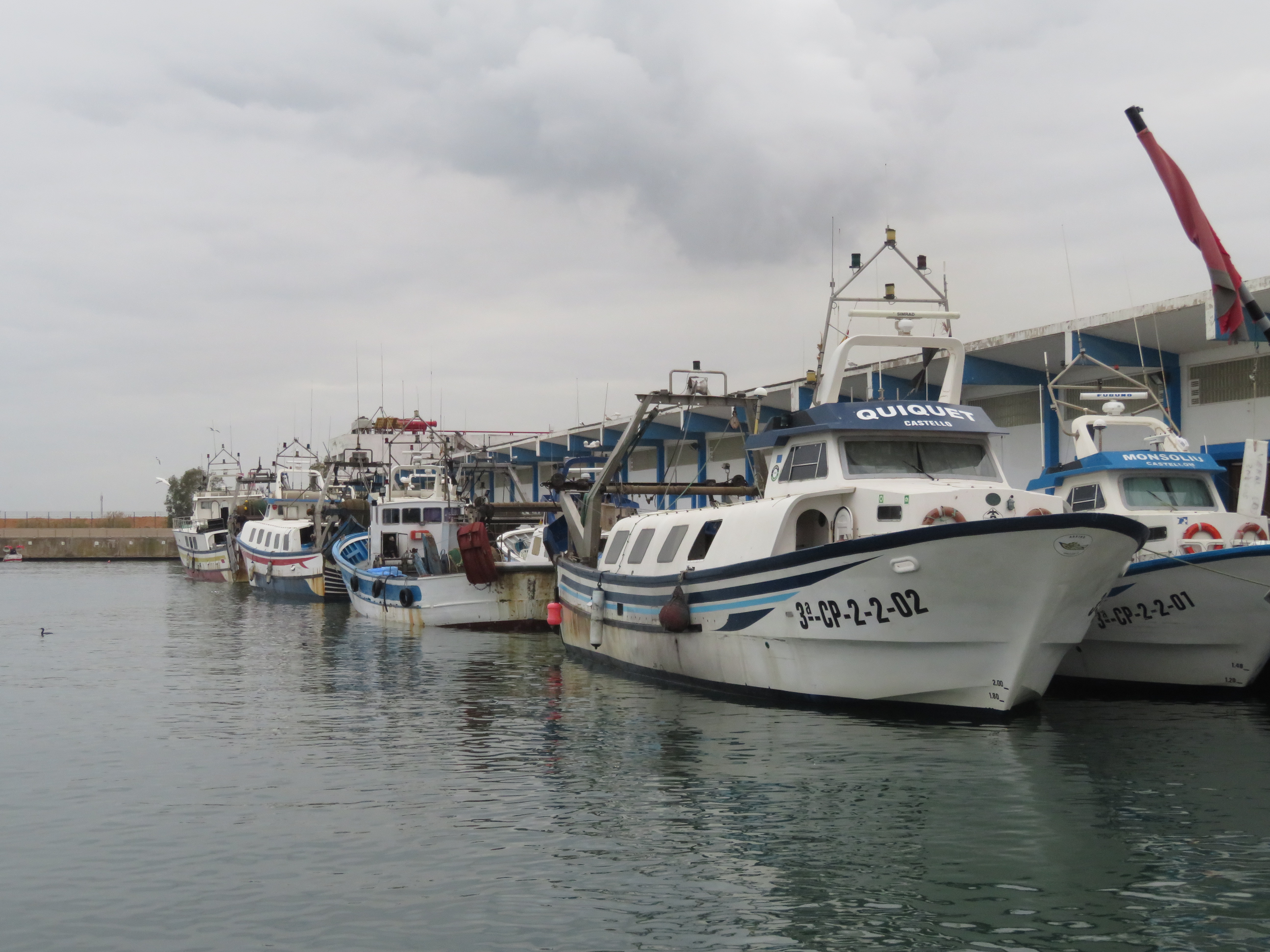
Barcos arrastreros. Puerto del Grao de Castellón, España.

Un arrastrero o barco de arrastre es un barco de pesca que opera una red de arrastre, o una red en forma de bolsa, de la que tira a una velocidad suficiente para atrapar peces, marisco u otros animales marinos.

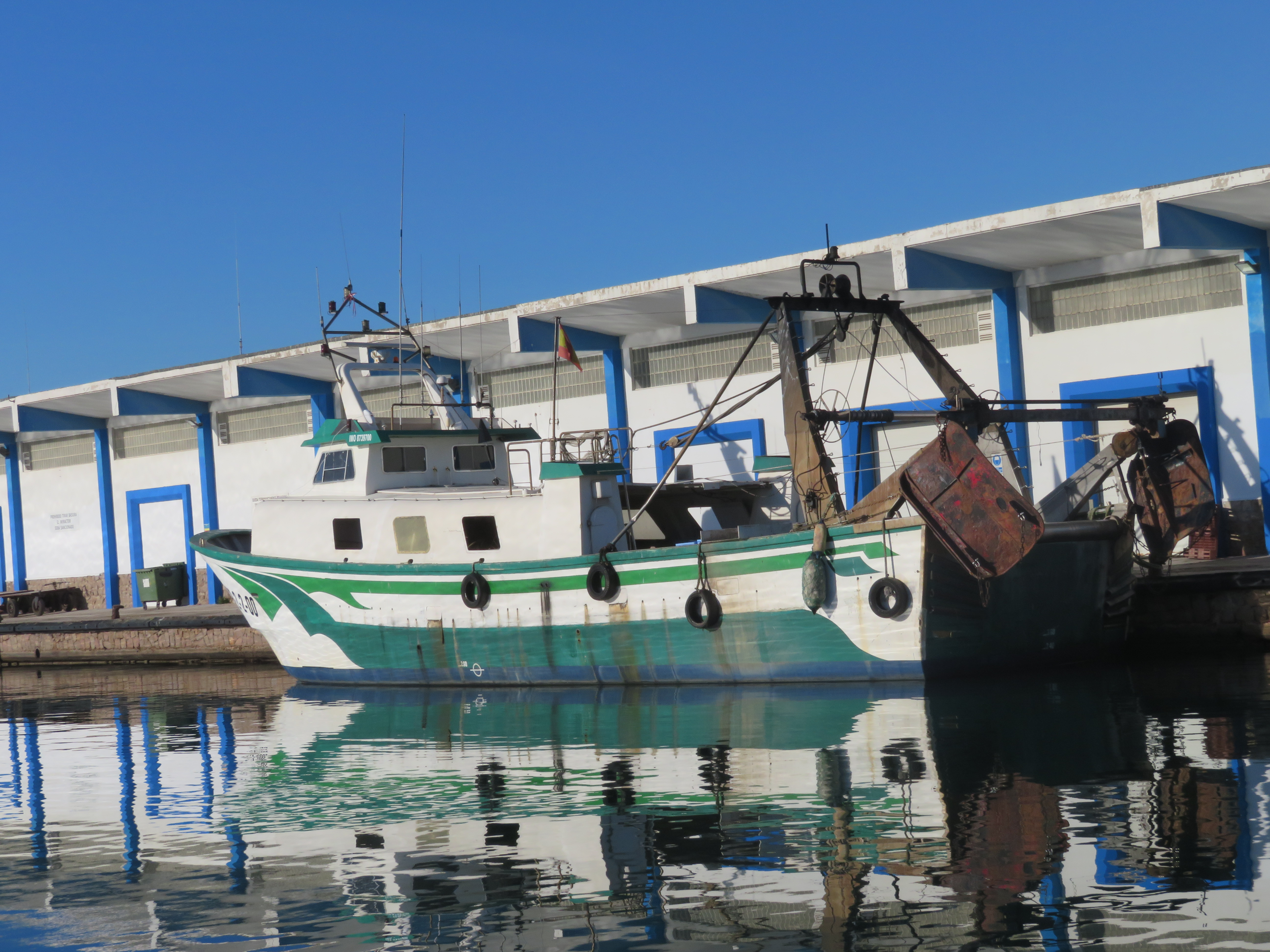
Barco de pesca de arrastre. Puerto del Grao de Castellón (España).

Los arrastreros pueden ser embarcaciones relativamente pequeñas de 6-8 metros de longitud, pueden funcionar en pares, es decir, dos barcos tirando de la misma red, pero también pueden ser grandes buques factoría, a veces usando de dos o más redes al mismo tiempo . El equipo principal de esta actividad es de uno o dos tornos que enrollan y desenrollan los cables de los puertos. 
Los arrastreros de la industria pueden tener barras de metal largas llamadas plumas, cuyos consejos están abiertos a los lados del barco, que sujetan el cable de dos o más redes, y pueden operar como buques factoría.
Hay dos tipos básicos de funcionamiento de las redes de arrastre: costado y popa. El borde de salida requiere sólo una colocación de las poleas de la cubierta para conectar los cables con tornos, pero en el arrastre de la popa, esta parte del barco tiene que ser modificada para facilitar la entrada y salida de la red, en los mayores barcos de arrastre, la popa se puede transformar en una rampa.
Las redes de arrastre pueden ser de fondo (bentónicas) y de profundidad regulable, en el segundo, la cantidad de pesos y flotadores se regula para mantener la red a la profundidad deseada. Estas redes se utilizan para capturar peces pelágicos como la caballa o la sardina , y en barcos más modernos están equipados con sensores para detectar los cardúmenes y permitir el ajuste de la altura de la red.
La pesca de arrastre, al igual que otras de tipo industrial, está sujeta a una legislación estricta en muchos países por los peligros que puede suponer para la conservación de algunas especies.